# Anton Holmberg (ishockeyspelare)
Anton Holmberg, född 29 juni 2000, är en svensk ishockeyspelare (forward) som 2025 spelar för Burträsk HC i Division 2. Hans moderklubb är Burträsk HC.
I Sverige har Anton Holmberg mestadels spelat i Division 2 och Hockeyettan. Han har även spelat i Norges näst högsta ishockeydivision, med klubben Nidaros Hockey.